# Têtes Noires
Têtes Noires est un groupe féminin de punk rock américain, originaire de Minneapolis, dans le Minnesota. Fondé par Jennifer Holt en 1982 et séparé en 1988, il est considéré comme le premier groupe de rock entièrement féminin de Minneapolis.

## Biographie

### Formation
Holt (chant, violon) forme le groupe en 1982 comme projet éphémère. Vixen, le premier groupe de punk rock féminin de  Minneapolis-Saint Paul, s'est formé à Saint Paul un ou deux ans plus tôt. Les critiques favorables leur permettent de s'élargir comme sextuor. Holt est accompagnée par Polly Alexander (guitare), Cynthia Bartell (basse, chant), Angela Frucci (piano, claviers), Camille Gage (chant, claviers), et Renée Kayon (percussions, chant).
Elles feront usage d'une boîte à rythmes des années 1950, qu'elles baptiseront Barbie, jusqu'à leur troisième album, après l'arrivée du batteur Chris Little. Gage, Holt, et Kayon s'occupaient des parties vocales,. Gage et Holt écrivaient les chansons. Comme expliqué par Spin, le groupe s'auto-gérait : Holt et Gage s'occupaient des relations publiques, Alexander des finances, Bartell de la distribution et de la promotion, Kayon de la réalisation des couvertures, et Frucci conduisait leur camion.

### Tournée
Gage explique concernant leur premier concert en 1983 au Pride Festival de Loring Park, « Ce qu'on faisait n'avait rien d'habituel. La musique était inhabituelle [...]. » Le groupe tourne pendant cinq ans, jouant au CBGB, Folk City et au Walker Art Center. Elles jouent au The Bottom Linedeux fois en 1985, une fois en ouverture pour Richard Thompson. À cette période, la scène musicale indépendante de Minneapolis se porte à merveille avec Prince, The Replacements et le groupe joue dix fois au First Avenue entre 1984 et 1986,.

### Accueil
La presse spécialisée félicite les trois albums du groupe, et plus universellement les deux premiers, auto-produits sur leur label indépendant, Rapunzel,. Le groupe s'associe avec Victor DeLorenzo et Brian Ritchie des Violent Femmes pour la production de leur troisième album.

## Discographie
- 1983 : Têtes Noires (Rapunzel)
- 1984 : American Dream (Rapunzel)
- 1987 : Clay Foot Gods (Rounder Records)
- 2013 : The New American Dream (East Saint Paul Records)